# Carmina y amén
Carmina y amén è un film del 2014 diretto da Paco León. Si tratta del sequel del film Carmina o revienta, che è uscito nei cinema nel 2012, e come il precedente è ambientato a Siviglia, Spagna.
Il film ha vinto il premio di miglior film nella 12ª edizione del Montecarlo Film Festival (2014). Inoltre l'attrice che interpreta la protagonista, Carmina Barrios, ha vinto per il medesimo film, nella stessa edizione, il premio come miglior attrice.

## Trama
Tutto il film gira intorno alla improvvisa morte del marito di Carmina, e padre di María. Carmina dopo averlo scoperto prima di vita, ne rimane sconvolta ma già dopo poco elabora freddamente un piano per 'ricavare il meglio dalla situazione', come è solita fare.
Convince la figlia María ad aspettare due giorni prima di comunicare il decesso in modo da poter ritirare il denaro spettante al marito il lunedì successivo. Inizialmente la figlia si dichiara contraria ma alla fine la madre riesce a convincerla ed entrambe per due giorni cercano di coprire la morte del padre, il cui cadavere giace durante l'intero fine settimana sulla poltrona del salotto.
Nel frattempo parenti, vicini ed amici suonano al campanello ed entrano in casa, parlando e confidandosi con Carmina. Il finale del film, a sorpresa, chiarisce infine molti dei comportamenti della protagonista nel corso del lungometraggio. Il film riesce a far intravedere uno scorcio di vita dei vari protagonisti, ognuno con problemi diversi, tutto all'ombra della Giralda, facendo risaltare il tipico accento e modo di esprimersi andalusi, che danno un tocco ineguagliabile al film.